# Agapetes bracteata
Agapetes bracteata là một loài thực vật có hoa trong họ Thạch nam. Loài này được Hook.f. ex C.B.Clarke mô tả khoa học đầu tiên năm 1881.